# Owięziok

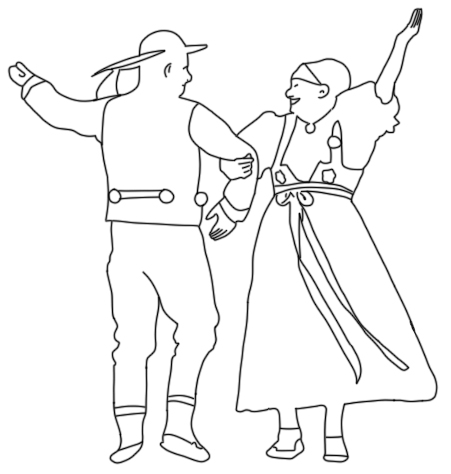
Para tańcząca na owięzioka

Owięziok (śl. łowiynziok, kiedyś też nazywany cielynciok) – charakterystyczny taniec ludowy z terenów Beskidu Śląskiego, w metrum 2/4, w umiarkowanym tempie.

## Opis
Taniec składał się z trzech części. W pierwszej części tancerz popisywał się przed wybraną przez siebie partnerką śpiewem, a następnie zapraszał ją do tańca. Podczas przyśpiewek do owięzioka tańczące pary poruszają się rytmicznie przed kapelą w przód (takty nieparzyste) i w tył (takty parzyste). Druga część tańca, często nazywana owięziokiem zachodzonym, polegała na wolnym ochodzeniu (krążeniu) wokół siebie, bacznie obserwując się, po czym następowała trzecia część tańca – zwyrtanie – polegająca na krążeniu w miejscu we wzajemnym ujęciu ramionami. Po wolnym śpiewie melodia taneczna była przyspieszana przy każdej figurze.

## Historia

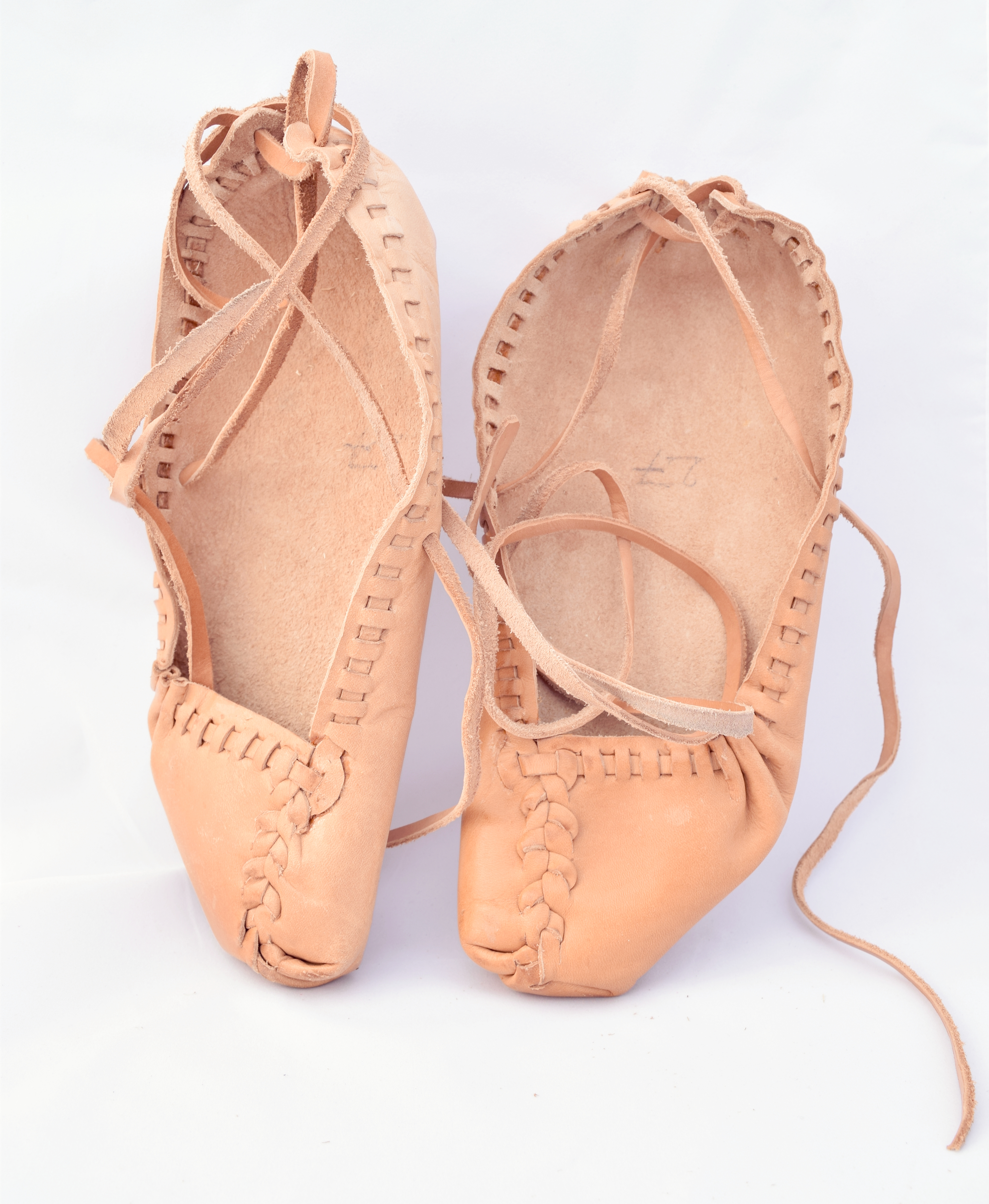
Kierpce używane do tańców góralskich

Etymologia nazwy nie jest do końca jasna. Nazwa pochodzi najprawdopodobniej od butów (kierpców) ze skóry cielęcej (śl. owiynzi – wołowy; buty ze skóry cielęcej używane były rzadko – od święta, na zabawę, musiały być bardzo wytrzymałe, na co dzień noszono buty ze skóry świńskiej), lub od okręgu tańca, który nie jest większy od rozłożonej wołowej skóry.